# Copa del Món de ciclisme en pista de 2016-2017
La Copa del Món de ciclisme en pista de 2016-2017 és la 25a edició de la Copa del Món de ciclisme en pista. Se celebra del 4 de novembre de 2016 al 26 de febrer de 2017 amb la disputa de quatre proves.

## Proves
| Data                | Lloc        |
| ------------------- | ----------- |
| 4-6 novembre 2016   | Glasgow     |
| 11-13 novembre 2016 | Apeldoorn   |
| 17-19 febrer 2017   | Cali        |
| 25-26 febrer 2017   | Los Angeles |

## Resultats

### Masculins
| Event                 | Guanyador                                                                        | Segon                                                                            | Tercer                                                                            |
| Glasgow               | Glasgow                                                                          | Glasgow                                                                          | Glasgow                                                                           |
| --------------------- | -------------------------------------------------------------------------------- | -------------------------------------------------------------------------------- | --------------------------------------------------------------------------------- |
| Velocitat             | Kamil Kuczyński (POL)                                                            | Pavel Yakushevskiy (RUS)                                                         | Andrí Vinokurov (UKR)                                                             |
| Persecució            | Sylvain Chavanel (FRA)                                                           | Daniel Staniszewski (POL)                                                        | Dion Beukeboom (NED)                                                              |
| Persecució per equips | Regne Unit · Mark Stewart · Kian Emadi · Andrew Tennant · Oliver Wood            | França · Benjamin Thomas · Sylvain Chavanel · Corentin Ermenault · Adrien Garel  | Canadà · Adam Jamieson · Aidan Caves · Jay Lamoureux · Bayley Simpson             |
| Velocitat per equips  | Regne Unit · Ryan Owens · Jack Carlin · Joseph Truman                            | França · Benjamin Edelin · Sebastien Vigier · Quentin Lafargue                   | Polònia · Maciej Bielecki · Mateusz Rudyk · Kamil Kuczynski                       |
| Keirin                | Tomáš Bábek (CZE)                                                                | Vasilijus Lendel (LTU)                                                           | Lewis Oliva (GBR)                                                                 |
| Puntuació             | Cameron Meyer (AUS)                                                              | Benjamin Thomas (FRA)                                                            | Samuel Harrison (GBR)                                                             |
| Madison               | Espanya · Sebastián Mora · Albert Torres                                         | Austràlia · Cameron Meyer · Callum Scotson                                       | Bèlgica · Kenny De Ketele · Moreno De Pauw                                        |
| Apeldoorn             |                                                                                  |                                                                                  |                                                                                   |
| Velocitat             | Andrí Vinokurov (UKR)                                                            | Kamil Kuczyński (POL)                                                            | Sebastien Vigier (FRA)                                                            |
| Persecució per equips | Canadà · Adam Jamieson · Aidan Caves · Jay Lamoureux · Bayley Simpson            | Bèlgica · Moreno De Pauw · Kenny De Ketele · Robbe Ghys · Gerben Thijssen        | França · Benjamin Thomas · Morgan Kneisky · Louis Pijourlet · Adrien Garel        |
| Velocitat per equips  | Regne Unit · Ryan Owens · Jack Carlin · Joseph Truman                            | França · Benjamin Edelin · Sebastien Vigier · Quentin Lafargue                   | Alemanya · Robert Förstemann · Eric Engler · Tobias Wächter                       |
| Keirin                | Tomáš Bábek (CZE)                                                                | Andrí Vinokurov (UKR)                                                            | Juan Peralta (ESP)                                                                |
| Scratch               | Raman Ramanau (BLR)                                                              | Christopher Latham (GBR)                                                         | Moreno De Pauw (BEL)                                                              |
| Puntuació             | Mark Downey (IRL)                                                                | Morgan Kneisky (FRA)                                                             | Sultanmurat Miraliyev (KAZ)                                                       |
| Madison               | Bèlgica · Kenny De Ketele · Robbe Ghys                                           | Itàlia · Francesco Lamon · Simone Consonni                                       | Regne Unit · Mark Stewart · Oliver Wood                                           |
| Òmnium                | Szymon Sajnok (POL)                                                              | Albert Torres (ESP)                                                              | Benjamin Thomas (FRA)                                                             |
| Cali                  |                                                                                  |                                                                                  |                                                                                   |
| Velocitat             | Denís Dmítriev (RUS)                                                             | Max Niederlag (GER)                                                              | Pàvel Iakuixevski (RUS)                                                           |
| Persecució per equips | Dinamarca · Niklas Larsen · Julius Johansen · Frederik Madsen · Casper Pedersen  | Lokosphinx · Alexander Evtushenko · Serguei Xílov · Dmitri Sokolov · Mamir Staix | Rússia · Ievgueni Kovaliov · Vladislav Kulikov · Alexey Kurbatov · Andrei Sazanov |
| Velocitat per equips  | Alemanya · Robert Förstemann · Eric Engler · Max Niederlag · Maximilian Dörnbach | Polònia · Maciej Bielecki · Mateusz Rudyk · Michael Lewandowski                  | Rússia · Pàvel Iakuixevski · Kirill Samusenko · Alexey Tkachev                    |
| Keirin                | Fabián Puerta (COL)                                                              | François Pervis (FRA)                                                            | Tomáš Bábek (CZE)                                                                 |
| Quilòmetre            | Krzysztof Maksel (POL)                                                           | Maximilian Dörnbach (GER)                                                        | Tomáš Bábek (CZE)                                                                 |
| Puntuació             | Mark Downey (IRL)                                                                | Niklas Larsen (DEN)                                                              | Robbe Ghys (BEL)                                                                  |
| Madison               | Dinamarca · Casper von Folsach · Niklas Larsen                                   | Irlanda · Felix English · Mark Downey                                            | Rússia · Andrei Sazanov · Víktor Manakov                                          |
| Òmnium                | Sam Welsford (AUS)                                                               | Lindsay De Vylder (BEL)                                                          | Casper von Folsach (DEN)                                                          |
| Los Angeles           |                                                                                  |                                                                                  |                                                                                   |
| Velocitat             | Denís Dmítriev (RUS)                                                             | Max Niederlag (GER)                                                              | Sam Webster (NZL)                                                                 |
| Velocitat per equips  | Nova Zelanda · Ethan Mitchell · Sam Webster · Edward Dawkins                     | Alemanya · Robert Förstemann · Eric Engler · Max Niederlag · Erik Balzer         | Polònia · Maciej Bielecki · Mateusz Rudyk · Krzysztof Maksel                      |
| Keirin                | Fabián Puerta (COL)                                                              | Hugo Barrette (CAN)                                                              | Muhammad Shah Firdaus Sahrom (MAS)                                                |
| Scratch               | Yauheni Karaliok (BLR)                                                           | Thomas Denis (FRA)                                                               | Thomas Sexton (NZL)                                                               |
| Madison               | Irlanda · Felix English · Mark Downey                                            | Dinamarca · Casper von Folsach · Julius Johansen                                 | Nova Zelanda · Campbell Stewart · Thomas Sexton                                   |
| Òmnium                | Szymon Sajnok (POL)                                                              | Campbell Stewart (NZL)                                                           | Park Sang-hoon (KOR)                                                              |

### Femenins
| Event                 | Guanyadora                                                                     | Segona                                                                                    | Tercera                                                                    |
| Glasgow               | Glasgow                                                                        | Glasgow                                                                                   | Glasgow                                                                    |
| --------------------- | ------------------------------------------------------------------------------ | ----------------------------------------------------------------------------------------- | -------------------------------------------------------------------------- |
| Velocitat             | Simona Krupeckaitė (LTU)                                                       | Liubov Bassova (UKR)                                                                      | Tania Calvo (ESP)                                                          |
| Persecució            | Justyna Kaczkowska (POL)                                                       | Elise Delzenne (FRA)                                                                      | Tatsiana Xaràkova (BLR)                                                    |
| Persecució per equips | Regne Unit · Emily Kay · Eleanor Dickinson · Manon Lloyd · Emily Nelson        | Itàlia · Simona Frapporti · Elisa Balsamo · Maria Giulia Confalonieri · Francesca Pattaro | França · Roxane Fournier · Laurie Berthon · Elise Delzenne · Coralie Demay |
| Velocitat per equips  | Espanya · Tania Calvo · Helena Casas                                           | Xina · Han Jun · Liu Lili                                                                 | Rússia · Natalia Antonova · Tatiana Kiseleva                               |
| Keirin                | Simona Krupeckaitė (LTU)                                                       | Liubov Bassova (UKR)                                                                      | Courtney Field (AUS)                                                       |
| Scratch               | Elise Delzenne (FRA)                                                           | Minami Uwano (JPN)                                                                        | Ievguénia Romaniuta (RUS)                                                  |
| Òmnium                | Emily Kay (GBR)                                                                | Lotte Kopecky (BEL)                                                                       | Tatsiana Xaràkova (BLR)                                                    |
| Madison               | Regne Unit · Manon Lloyd · Katie Archibald                                     | França · Laurie Berthon · Coralie Demay                                                   | Rússia · Maria Averina · Diana Klímova                                     |
| Apeldoorn             |                                                                                |                                                                                           |                                                                            |
| Velocitat             | Lee Wai Sze (HKG)                                                              | Tania Calvo (ESP)                                                                         | Laurine van Riessen (NED)                                                  |
| 500 metres            | Pauline Grabosch (GER)                                                         | Lee Wai Sze (HKG)                                                                         | Tania Calvo (ESP)                                                          |
| Velocitat per equips  | Espanya · Tania Calvo · Helena Casas                                           | Països Baixos · Kyra Lamberink · Shanne Braspennincx                                      | Xina · Han Jun · Liu Lili                                                  |
| Keirin                | Liubov Bassova (UKR)                                                           | Nicky Degrendele (BEL)                                                                    | Lee Wai Sze (HKG)                                                          |
| Puntuació             | Elinor Barker (GBR)                                                            | Minami Uwano (JPN)                                                                        | Jarmila Machačová (CZE)                                                    |
| Òmnium                | Kirsten Wild (NED)                                                             | Emily Kay (GBR)                                                                           | Rachele Barbieri (ITA)                                                     |
| Cali                  |                                                                                |                                                                                           |                                                                            |
| Velocitat             | Kristina Vogel (GER)                                                           | Anastassia Vóinova (RUS)                                                                  | Dària Xmeliova (RUS)                                                       |
| Persecució per equips | Austràlia · Amy Cure · Ashlee Ankudinoff · Alexandra Manly · Rebecca Wiasak    | Itàlia · Simona Frapporti · Beatrice Bartelloni · Silvia Valsecchi · Francesca Pattaro    | Canadà · Stephanie Roorda · Ariane Bonhomme · Laura Brown · Kinley Gibson  |
| Velocitat per equips  | Alemanya · Kristina Vogel · Miriam Welte                                       | Rússia · Anastassia Vóinova · Dària Xmeliova                                              | Espanya · Tania Calvo · Helena Casas                                       |
| Keirin                | Kristina Vogel (GER)                                                           | Martha Bayona (COL)                                                                       | Nicky Degrendele (BEL)                                                     |
| Scratch               | Sarah Hammer (USA)                                                             | Ievguénia Romaniuta (RUS)                                                                 | Lydia Gurley (IRL)                                                         |
| Puntuació             | Amy Cure (AUS)                                                                 | Sarah Hammer (USA)                                                                        | Simona Frapporti (ITA)                                                     |
| Òmnium                | Lotte Kopecky (BEL)                                                            | Emily Nelson (GBR)                                                                        | Rachele Barbieri (ITA)                                                     |
| Los Angeles           |                                                                                |                                                                                           |                                                                            |
| Velocitat             | Kristina Vogel (GER)                                                           | Liubov Bassova (UKR)                                                                      | Anastassia Vóinova (RUS)                                                   |
| Persecució            | Chloe Dygert (USA)                                                             | Ashlee Ankudinoff (AUS)                                                                   | Jaime Nielsen (NZL)                                                        |
| Persecució per equips | Estats Units · Kelly Catlin · Chloe Dygert · Jennifer Valente · Kimberly Geist | Nova Zelanda · Rushlee Buchanan · Michaela Drummond · Jaime Nielsen · Racquel Sheath      | Canadà · Jasmin Duehring · Annie Foreman-Mackey · Laura Brown · Kirsti Lay |
| Velocitat per equips  | Rússia · Anastassia Vóinova · Dària Xmeliova                                   | Canadà · Amelia Walsh · Kate O’Brien                                                      | Corea del Sud · Lee Hye-jin · Kim Won-gyeong                               |
| Keirin                | Kristina Vogel (GER)                                                           | Martha Bayona (COL)                                                                       | Natasha Hansen (NZL)                                                       |
| Scratch               | Tetyana Klimchenko (UKR)                                                       | Jasmin Duehring (CAN)                                                                     | Elinor Barker (GBR)                                                        |
| Madison               | Austràlia · Amy Cure · Alexandra Manly                                         | Nova Zelanda · Michaela Drummond · Racquel Sheath                                         | Itàlia · Rachele Barbieri · Maria Giulia Confalonieri                      |

## Classificacions

### Països
| Rang | País/Equip | Glasgow | Apeldoorn | Cali   | Los Angeles | Total    |
| ---- | ---------- | ------- | --------- | ------ | ----------- | -------- |
| 1.   | França     | 5680,0  | 4175,0    | 5032,5 | 4597,5      | 19.485,0 |
| 2.   | Rússia     | 4550,0  | 3645,0    | 5045,0 | 3365,0      | 16.605,0 |
| 3.   | Polònia    | 4350,0  | 3322,5    | 4295,0 | 3491,0      | 15.458,5 |
| 4.   | Ucraïna    | 4110,0  | 4040,0    | 2685,0 | 3860,0      | 14.695,0 |
| 5.   | Regne Unit | 5800,0  | 5915,0    | 1730,0 | 1050,0      | 14.495,0 |
| 6.   | Alemanya   | 3522,5  | 3356,0    | 3935,0 | 3275,0      | 14.088,5 |
| 7.   | Itàlia     | 3675,0  | 3265,0    | 3960,0 | 2930,0      | 13.830,0 |
| 8.   | Espanya    | 3937,5  | 4737,5    | 3700,0 | 1443,5      | 13.818,5 |
| 9.   | Austràlia  | 3808,5  | 1923,5    | 4270,0 | 1865,0      | 11.867,0 |
| 10.  | Bèlgica    | 3360,0  | 3455,0    | 3955,0 | -           | 10.770,0 |

### Masculins
| Pos. | Ciclista         | Gla | Ape | Cal | LAn | Pts  |
| 1.   | Tomáš Bábek      | 500 | 500 | 400 | -   | 1400 |
| 2.   | Vasilijus Lendel | 450 | 350 | 300 | 275 | 1375 |
| 3.   | Andrí Vinokurov  | 300 | 450 | 275 | 300 | 1325 |
| 4.   | Muhammad Sahrom  | 275 | 275 | 175 | 400 | 1125 |
| 5.   | Lewis Oliva      | 400 | 325 | -   | 375 | 1100 |

| Pos. | Ciclista          | Gla | Ape | Cal | LAn | Pts  |
| 1.   | Andrí Vinokurov   | 400 | 500 | 300 | 325 | 1525 |
| 2.   | Kamil Kuczyński   | 500 | 450 | 250 | 275 | 1475 |
| 3.   | Pàvel Iakuixevski | 450 | 205 | 400 | 205 | 1260 |
| 4.   | Denís Dmítriev    | -   | -   | 500 | 500 | 100  |
| 5.   | Max Niederlag     | -   | -   | 450 | 450 | 900  |

| Pos. | Equip    | Gla   | Ape   | Cal   | LAn   | Pts    |
| 1.   | Alemanya | 562,5 | 600   | 750,0 | 675,0 | 2587,5 |
| 2.   | França   | 675,0 | 675,0 | 562,6 | 562,5 | 2475,0 |
| 3.   | Polònia  | 600,0 | 307,5 | 675,0 | 600,0 | 2182,5 |
| 4.   | Rússia   | 525,0 | 525,0 | 600,0 | 525,0 | 2175,0 |
| 5.   | Espanya  | 487,5 | 562,5 | 525,0 | 307,5 | 1882,5 |

| Pos. | Equip   | Gla | Ape | Cal | LAn | Pts  |
| 1.   | França  | 900 | 800 | 650 |     | 2350 |
| 2.   | Bèlgica | 700 | 900 | 600 |     | 2200 |
| 3.   | Rússia  | 550 | 650 | 800 |     | 2000 |
| 4.   | Polònia | 650 | 750 | 500 |     | 1900 |
| 5.   | Suïssa  | 750 | 380 | 750 |     | 1880 |

| Pos. | Ciclista           | Ape | Cal | LAn | Pts  |
| 1.   | Szymon Sajnok      | 500 | 325 | 500 | 1325 |
| 2.   | Morgan Kneisky     | -   | 300 | 350 | 650  |
| 3.   | Christopher Latham | 350 | -   | 350 | 650  |
| 4.   | Park Sang-hoon     | -   | 205 | 400 | 605  |
| 5.   | Sam Welsford       | -   | 500 | -   | 500  |

| Pos. | Ciclista            | Cal | LAn | Pts |
| 1.   | Krzysztof Maksel    | 500 |     | 500 |
| 2.   | Maximilian Dörnbach | 450 |     | 450 |
| 3.   | Tomáš Bábek         | 400 |     | 400 |
| 4.   | Aleksandr Vasyukhno | 375 |     | 375 |
| 5.   | Jordan Castle       | 350 |     | 350 |

| Pos. | Ciclista            | Gla | Cal | LAn | Pts |
| 1.   | Sylvain Chavanel    | 500 |     |     | 500 |
| 2.   | Daniel Staniszewski | 450 |     |     | 450 |
| 3.   | Dion Beukeboom      | 400 |     |     | 400 |
| 4.   | Leif Lampater       | 375 |     |     | 375 |
| 5.   | Artyom Zakharov     | 350 |     |     | 350 |

| Pos. | Ciclista             | Ape | LAn | Pts |
| 1.   | Yauheni Karaliok     | 325 | 500 | 825 |
| 2.   | Felix English        | 375 | 375 | 750 |
| 3.   | Raman Ramanau        | 500 | 120 | 620 |
| 4.   | Maksim Piskunov      | 350 | 175 | 525 |
| 5.   | Francesco Castegnaro | 190 | 300 | 490 |

| Pos. | Ciclista              | Gla | Ape | Cal | Pts  |
| 1.   | Mark Downey           | -   | 500 | 500 | 1000 |
| 2.   | Eloy Teruel           | 275 | 325 | 375 | 975  |
| 3.   | Kenny De Ketele       | 350 | 350 | -   | 700  |
| 4.   | Raman Ramanau         | 190 | 275 | 225 | 690  |
| 5.   | Sultanmurat Miraliyev | 250 | 400 | -   | 650  |

| Pos. | Equip   | Gla | Ape | Cal | LAn | Pts  |
| 1.   | Itàlia  | 375 | 450 | 350 | 190 | 1365 |
| 2.   | Suïssa  | 300 | 375 | 250 | 375 | 1300 |
| 3.   | França  | 350 | 325 | 300 | 325 | 1300 |
| 4.   | Bèlgica | 400 | 500 | 375 | -   | 1275 |
| 5.   | Irlanda | -   | 300 | 450 | 500 | 1250 |

### Femenins
| Pos. | Ciclista         | Gla | Ape | Cal | LAn | Pts  |
| 1.   | Liubov Bassova   | 450 | 500 | -   | 375 | 1325 |
| 2.   | Nicky Degrendele | 375 | 450 | 400 | -   | 1225 |
| 3.   | Liu Lili         | 190 | 350 | 375 | 175 | 1090 |
| 4.   | Tatiana Kiseleva | 350 | 225 | 145 | 300 | 1020 |
| 5.   | Kristina Vogel   | -   | -   | 500 | 500 | 1000 |

| Pos. | Ciclista        | Gla | Ape | Cal | LAn | Pts  |
| 1.   | Olena Starikova | 190 | 375 | 225 | 375 | 1165 |
| 2.   | Tania Calvo     | 400 | 450 | 300 | -   | 1150 |
| 3.   | Kristina Vogel  | -   | -   | 500 | 500 | 1000 |
| 4.   | Han Jun         | 300 | 145 | 275 | 275 | 995  |
| 5.   | Miglė Marozaitė | 325 | 205 | 325 | 120 | 975  |

| Pos. | Equip           | Gla | Ape | Cal | LAn | Pts  |
| 1.   | Espanya         | 500 | 500 | 400 | 190 | 1590 |
| 2.   | R.P. de la Xina | 450 | 400 | 275 | 350 | 1475 |
| 3.   | Itàlia          | 300 | 250 | 225 | 250 | 1025 |
| 4.   | Gazprom-RusVelo | -   | -   | 450 | 500 | 950  |
| 5.   | Estats Units    | 350 | 300 | -   | 225 | 875  |

| Pos. | Equip      | Gla  | Cal | LAn | Pts  |
| 1.   | Itàlia     | 900  | 900 | 750 | 2550 |
| 2.   | França     | 800  | 750 | 700 | 2250 |
| 3.   | Polònia    | 750  | 600 | 650 | 200  |
| 4.   | Regne Unit | 1000 | 700 | -   | 1700 |
| 5.   | Canadà     | -    | 800 | 800 | 1600 |

| Pos. | Ciclista          | Gla | Ape | Cal | LAn | Pts  |
| 1.   | Lotte Kopecky     | 450 | 375 | 500 |     | 1325 |
| 2.   | Emily Kay         | 500 | 450 |     |     | 950  |
| 3.   | Tatsiana Xaràkova | 400 | 300 | 190 |     | 890  |
| 4.   | Rachele Barbieri  |     | 400 | 400 |     | 800  |
| 5.   | Anita Stenberg    | 250 | 275 | 205 |     | 730  |

| Pos. | Ciclista         | Ape | Cal | LAn | Pts |
| 1.   | Pauline Grabosch | 500 |     |     | 500 |
| 2.   | Lee Wai-sze      | 450 |     |     | 450 |
| 3.   | Tania Calvo      | 400 |     |     | 400 |
| 4.   | Kyra Lamberink   | 375 |     |     | 375 |
| 5.   | Olena Starikova  | 350 |     |     | 350 |

| Pos. | Ciclista           | LAn | Pts |
| 1.   | Chloe Dygert       | 500 | 500 |
| 2.   | Ashlee Ankudinoff  | 450 | 450 |
| 3.   | Jaime Nielsen      | 400 | 400 |
| 4.   | Justyna Kaczkowska | 375 | 375 |
| 5.   | Tatsiana Xaràkova  | 350 | 350 |

| Pos. | Ciclista            | Gla | Cal | LAn | Pts |
| 1.   | Ievguénia Romaniuta | 400 | 450 |     | 850 |
| 2.   | Tetyana Klimchenko  | -   | 325 | 500 | 825 |
| 3.   | Lydia Gurley        | 375 | 400 |     | 775 |
| 4.   | Élise Delzenne      | 500 | -   | 225 | 725 |
| 5.   | Rachele Barbieri    | -   | 350 | 375 | 725 |

| Pos. | Ciclista          | Ape | Cal | LAn | Pts |
| 1.   | Jarmila Machačová | 400 | 225 |     | 625 |
| 2.   | Lotte Kopecky     | 160 | 350 |     | 510 |
| 3.   | Amy Cure          | -   | 500 |     | 500 |
| 4.   | Elinor Barker     | 500 | -   |     | 500 |
| 5.   | Sarah Hammer      | -   | 450 |     | 450 |

| Pos. | Equip      | Gla | LAn | Pts |
| 1.   | Regne Unit | 500 | 350 | 850 |
| 2.   | França     | 450 | 375 | 825 |
| 3.   | Austràlia  | 250 | 500 | 750 |
| 4.   | Rússia     | 400 | 325 | 725 |
| 5.   | Itàlia     | 300 | 400 | 700 |